# Platycarpum
Platycarpum, rod tropskog drveća iz porodice broćevki, dio potporodice Ixoroideae. Sastoji se od 14 vrsta iz tropske Južne Amerike (sjeverni Brazil, Kolumbija, Gvajana, Peru, Venezuela).
Rod je opisan u Pl. Aequin. 2: 81. 1811.

## Vrste
1. Platycarpum acreanum G.K.Rogers
2. Platycarpum decipiens Woodson & Steyerm.
3. Platycarpum duckei Steyerm.
4. Platycarpum eglandulosum Steyerm.
5. Platycarpum egleri G.K.Rogers
6. Platycarpum froesii Bremek.
7. Platycarpum loretensis N.Dávila & Kin.-Gouv.
8. Platycarpum maguirei Steyerm.
9. Platycarpum negrense Ducke
10. Platycarpum orinocense Bonpl.
11. Platycarpum rhododactylum Woodson & Steyerm.
12. Platycarpum rugosum Steyerm.
13. Platycarpum schultesii Steyerm.
14. Platycarpum vriesendorpiae N.Dávila